# NGC 5280
NGC 5280 é uma galáxia elíptica (E) localizada na direcção da constelação de Canes Venatici. Possui uma declinação de +29° 52' 09" e uma ascensão recta de 13 horas, 42 minutos e 55,5 segundos.
A galáxia NGC 5280 foi descoberta em 23 de Maio de 1881 por Édouard Jean-Marie Stephan.